# میمون‌های درازدست کاکلی
میمون‌های درازدست کاکُلی یا نوماسکوس (به انگلیسی: Nomascus) دومین سردهٔ پرگونه گیبون‌ها (خانواده هیلوباتید) است. سابقاً تمام اعضای سرده میمون‌های درازدست کاکلی با نام (Hylobates concolor) به عنوان یک گونه واحد از سرده هیلوبات‌ها پنداشته می‌شدند. گونه‌های نوماسکوس دارای ۵۲ کروموزم هستند. برخی گونه‌ها به طور کامل سیاه هستند، برخی روشنترند و یک تاج سیاه دارند، و برخی دیگر روی گونهٔ خود تکه‌های روشن دارند.
میمون‌های درازدست کاکلی از جنوب چین (یون‌نان) تا جنوب ویتنام و همچنین در جزیره هاینان پراکنده‌است. یکی از گونه‌های سرده به نام گیبون کاکل‌سیاه شرقی (Nomascus nasutus) در معرض خطرترین کپی در جهان است. دیگر گونه‌های این سرده نیز در معرض خطر قرار دارند.

## طبقه‌بندی
- خانواده هیلوباتید: گیبون‌ها[۱]
  - سرده هیلوبات
  - سرده هولوک
  - سرده سیامانگ
  - سرده میمون‌های درازدست کاکلی 
    - گیبون کاکل‌سیاه، Nomascus concolor
      - Tonkin Black Crested Gibbon, Nomascus concolor concolor
      - Laotian Black Crested Gibbon, Nomascus concolor lu
      - Central Yunnan Black Crested Gibbon, Nomascus concolor jingdongensis
      - West Yunnan Black Crested Gibbon, Nomascus concolor furvogaster

    - گیبون کاکل‌سیاه شرقی، Nomascus nasutus
      - Hainan Black Crested Gibbon, Nomascus nasutus hainanus
      - Cao Vit Black Crested Gibbon Nomascus nasutus nasutus

    - گیبون گونه‌سفید شمالی، Nomascus leucogenys
    - گیبون گونه‌سفید جنوبی، Nomascus siki
    - گیبون گونه‌زرد، Nomascus gabriellae

## منبع
- مشارکت‌کنندگان ویکی‌پدیا. «Nomascus». در دانشنامهٔ ویکی‌پدیای انگلیسی، بازبینی‌شده در ۱۷ مارس ۲۰۱۰.